# Jefferson megye (Washington)
Jefferson megye az Amerikai Egyesült Államokban, azon belül Washington államban található. Megyeszékhelye és legnagyobb városa Port Townsend. Lakosainak száma 32 977 fő (2020. április 1.).

## Szomszédos megyék
- Island megye (északkelet)
- Kitsap megye (délkelet)
- Mason megye (dél)
- Grays Harbor megye (délnyugat)
- Clallam megye (nyugat, észak)
- San Juan megye (észak)
- Capital Regional District (északnyugat)

## Népesség
A megye népességének változása:
| Lakosok száma | 29 904 | 29 871 | 29 846 | 30 076 | 30 466 | 32 977 |
|               | 2010   | 2011   | 2012   | 2013   | 2015   | 2020   |